# Джонка (селище)
Джо́нка (рос. Джонка) — селище у складі Нанайського району Хабаровського краю, Росія. Адміністративний центр та єдиний населений пункт Джонкинського сільського поселення.

## Географія
Поселення Джонка стоїть на північному березі Іннокентіївського озера, що знаходиться в долині річки Амур (правобережжя). Озеро короткою протокою (приблизно 3-4 км) пов'язане з Іннокентіївською протокою (правобережна протока Амура).
На правому березі Іннокентіївської протоки стоїть село Іннокентьєвка — супутник поселення Джонка.
Від поселення Джонка до автодороги Хабаровськ — Комсомольськ-на-Амурі близько 15 км на схід.

## Населення
Населення — 1310 осіб (2010; 1647 у 2002).
Національний склад (станом на 2002 рік):
- росіяни — 85 %

## Відомі люди
У 1950-х роках у Джонці та сусідніх поселеннях проживали виселені радянською владою із заходу України українські греко-католицькі священники (понад 10 осіб) із родинами. Серед них:
- отець Степан Венгринович (1897—1954) — священник Перемишльської єпархії, письменник-мемуарист, помер у Джонці
- отець Михайло Горечко (1903—1953) — священник Перемишльської єпархії, помер у Джонці